# Luis Felipe Torrente
Luis Felipe Torrente Sánchez-Guisande (Albany, Estados Unidos, 27 de junio de 1967 - Vigo, España, 27 de agosto de 2024) fue un  periodista y documentalista español, conocido por su labor en la divulgación académica y científica. 

## Formación y carrera
Torrente estudió periodismo en la Universidad Pontificia de Salamanca y completó su formación con un máster de Periodismo en el diario El País en Madrid. A lo largo de su carrera, trabajó en diversos medios de comunicación, incluyendo Canal+, CNN+, Telemadrid, Cuatro y RTVE. Fue guionista del programa "Ochéntame" y codirigió el documental "El hombre que estaba allí", nominado a un Premio Goya.

## The Conversation España
En 2018, Torrente cofundó la edición en español de la plataforma de divulgación académica y científica The Conversation, donde inicialmente fue jefe de redacción y posteriormente director. Bajo su liderazgo, la plataforma publicó más de 12.000 artículos, promoviendo la conversación entre expertos y el público general.

## Fallecimiento
Hijo del escritor Gonzalo Torrente Ballester y María Fernanda Sánchez-Guisande Caamaño, Luis Felipe Torrente falleció el 27 de agosto de 2024 en Vigo, a los 57 años, tras una batalla contra un sarcoma óseo. 